# Ferdinand Dubreuil
Pour les articles homonymes, voir Dubreuil.
Ferdinand Dubreuil, né à Doyet (Allier) le 19 mars 1894 et mort à Tours (Indre-et-Loire) le 29 janvier 1972, est un illustrateur et un graveur sur bois français, 

## Biographie
Ferdinand Dubreuil est le fils d'Amable Dubreuil, dit Julien, chef de poste à la mine à Doyet, et d'Anna Dutron.
Il est reçu au concours qui lui permet d'entrer à la Compagnie du Paris-Orléans comme élève-dessinateur. Il est envoyé à Bort-les-Orgues, où il travaille jusqu'en 1914.
La guerre éclate ; Ferdinand Dubreuil est mobilisé au 5e régiment du génie à Versailles. Il est envoyé au front, où il fait des relevés de plans et se spécialise dans le minage des ponts. Au cours de ses rares moments de loisir, il dessine et ses croquis sont vendus au profit des œuvres d'entraide pour les militaires. Il est démobilisé en septembre 1919, décoré de la Croix de guerre et de la médaille militaire.
Il reprend alors son travail au chemin de fer pendant quelques mois à Montluçon, puis est nommé au service Voies et bâtiments à Tours, où il va passer la suite de son existence. Il s'y marie le 11 octobre 1920 avec Berthe Philippe (1894-1985).
Élève d'Alfred Marzin, sociétaire du Salon des artistes français, il y présente en 1929 les bois originaux en couleurs, Dans les Alpes, Le Glacier de Gleyzin et Tours sous la neige (quai du Portillon).
Le 15 décembre 1960, alors qu'il revient à Montluçon, il dérape sur une plaque de verglas à La Chapelaude (Allier). Il demeurera paralysé pendant 12 années.
Il est inhumé au cimetière La Salle ou de La Salle à Tours.
Son talent fut récompensé maintes fois et il fut officier de la Légion d'honneur (au titre des beaux-arts), officier d'académie, officier du mérite social. Il était sociétaire des artistes français et lauréat du Salon des armées. Il remporte le prix Émile André Schefer en 1947, la médaille de vermeil de la société Arts-Sciences-Lettres et le prix d'honneur du concours national "art et poésie".

## Œuvre
Il s'est surtout fait connaître comme auteur de bois gravés et illustrateur de livres, comme Légendes bourbonnaises de Georges Piquand, Le Bourbonnais et ses écrivains d'Henri Gourin et Jean-Charles Varennes, mais il fut également auteur d'ouvrages inspirés de son parcours personnel : la Première Guerre mondiale, le Bourbonnais, la Touraine, le chemin de fer, la mine et les mineurs. L'ouvrage le plus emblématique sur ce dernier sujet est J'ai vu mourir sainte Barbe au pays des mineurs, hommage émouvant à ses racines. En 1960, il offre à Doyet plusieurs œuvres qui décorent la mairie.
Il a notamment exposé à Tours, Angers, Le Touquet, Lille, Moulins, Nevers, Commentry, Vichy, Montluçon, Casablanca, Bruxelles, etc.

## Liste des œuvres

### Illustration d'ouvrages
- Robert Milliat, Vers l'exil : L'Aiglon à Vendôme, Arrault, 1936.
- Achem, Un coin d'Anjou, Arrault, 1937.
- Jacques Péricard, Le soldat de Verdun, Baudinière, 1937.
- Roland Engerand, Trois grandes dames de petite vertu, Arrault, 1942.
- Roland Engerand, Les Amours d'Alfred de Vigny, Arrault, 1943.
- Roland Engerand, Les rendez-vous de Loches, Arrault, 1946.
- Roland Engerand, Trois édifiantes pécheresses, Arrault, 1946.
- Roland Engerand, Le mariage de Bérénice, Arrault, 1947.
- Roland Engerand, Adorable Touraine : Trois paysages littéraires au jardin de la France, Arrault, 1947.
- Roland Engerand, Un soir t'en souvient-il ?, La Renaissance du Livre, 1949.
- Paul-B. Métadier, Saché dans la vie et l'œuvre de Balzac, Calmann-Lévy, 1949.
- Renée Pitrois, Châteaux de la Loire, Barbot-Gallon, 1950.
- Georges Piquand, Les Légendes bourbonnaises, Arrault, Barbot et Gallon, 1936-1953.
- Georges Piquand, Le Parler bourbonnais, Grande Imprimerie nouvelle, 1953.
- Henry Gourin et Jean-Charles Varennes, Le Bourbonnais et ses écrivains, Les Presses du Massif central, 1958.
- André Renard, Contes et légendes du folklore lochois, Maîtres imprimeurs Gibert-Clarey, 1959.
- Jean Vaugadeland, L'Or vivant du soleil, Maîtres imprimeurs Gibert-Clarey, 1960.
- Marcel Génermont, Le Bourbonnais, douce province, au cœur de France, G. de Bussac, 1960.
- Jean des Cilleuls, Pages de gloire du 32e régiment d'infanterie, Maîtres imprimeurs Gibert-Clarey, 1961.
- Erick Maria Remarque, A l'Ouest rien de nouveau.
- Jean-Charles Varennes, La rivière le Cher.

### Publications
- Dans le vieux Tours, Arrault, 1933.
- Chinon : Visions du passé, Arrault, 1935.
- Le vieux Montluçon, Bardot et Gallon, 1936.
- Commentry : Ses alentours, Chez l'auteur, 1936.
- Tours : 1940, Arrault, 1941.
- Les Hommes du rail, Chez l'auteur, 1946.
- Loches : Vieille cité des rois, Chez l'auteur, 1947.
- Honoré de Balzac : La Comédie humaine au jardin de la France, Saint-Symphorien, Bourges et Leprivier, 1949.
- François Rabelais : Au pays de Thélème, Chez l'auteur, 1950.
- J'ai vu mourir sainte Barbe au pays des mineurs, Chez l'auteur, 1952.
- Pierre de Ronsard : Le poète des Amours, Chez l'auteur, 1954.
- Anatole France : Du vieux Paris à la Béchellerie, Chez l'auteur, 1957.
- Georges Courteline : Enfant de Tours, moineau de Montmartre, Chez l'auteur, 1958.
- Amboise : Ville royale, Chez l'auteur, 1959.
- Vieux mortiers et pots pharmaceutiques.
- Les Hommes de la mine.
- Cotes de Touraine, vins de gloire.
- Alfred de Vigny : Gentilhomme de Touraine et poète.

## Hommages
- Son nom a été donné au collège public de Doyet et Bézenet[5].
- Une rue de Tours porte son nom.